# Verbraucherkommission Baden-Württemberg
Die Verbraucherkommission Baden-Württemberg wurde von der Landesregierung von Baden-Württemberg im Dezember 2005 als unabhängiges Gremium gegründet, um die Landespolitik in grundsätzlichen Fragen der Verbraucherpolitik zu beraten. 

## Ziele und Aufgaben
Ein Schwerpunkt der Kommissionsarbeit ist die Verbesserung der Kommunikation zwischen Verbrauchern, Wirtschaft, Medien und Staat. Die Verbraucherkommission entwickelt Handlungsempfehlungen für eine aktive Verbraucherpolitik des Landes, des Bundes und der europäischen Behörden. Die Verbraucherkommission Baden-Württemberg will dazu beitragen, Verbraucher zu gleichberechtigten Marktpartnern zu machen. Dazu muss die Konsumkompetenz der Verbraucher gefördert und die Transparenz der Märkte für die Verbraucher verbessert werden. Verbraucherbildung und Verbraucherinformation sind dabei auf dem Weg zu selbstbewussten Verbrauchern zentrale Anliegen.
Zweimal jährlich finden Plenums-Sitzungen des Gremiums statt, bei denen Themen diskutiert und eine Auswahl für die Aufnahme in das Arbeitsprogramm getroffen wird. Die intensive inhaltliche Bearbeitung findet in Arbeitsgruppen statt, die das ganze Jahr über tätig sind. Die von der Verbraucherkommission bearbeiteten Themen und die Stellungnahmen werden auf der Internetseite der Verbraucherkommission Baden-Württemberg veröffentlicht.
Dieses ehrenamtlich arbeitende Expertengremium für Verbraucherfragen gilt als Vorbild für ähnliche Gremien in anderen Bundesländern und im Bund.
Die Verbraucherkommission Baden-Württemberg ist ein Gremium für die Politikberatung. Sie bearbeitet daher keine individuellen Verbraucheranfragen. 

## Mitglieder
Die Verbraucherkommission hat 14 Mitglieder aus Verbraucherorganisationen, Wirtschaft, Medien und Wissenschaft. Alle Mitglieder arbeiten ehrenamtlich.

### Bekannte Mitglieder
Zu den Mitgliedern der Verbraucherkommission gehören:
- Silke Bartsch
- Hendrike Brenninkmeyer
- Tobias Brönneke (Vorsitzender)
- Christoph Fasel
- Karl-Heinz Fezer
- Holger Krawinkel
- Andreas Oehler
- Lucia Reisch
- Sebastian Schreiber
- Stefan Selke
- Walter Stahel
- Jürgen Stellpflug
- Cornelia Tausch
- Markus Vogtmann
- Andrea Wechsler

## Weblink
- Verbraucherkommission Baden-Württemberg